# UTC−10:30
UTC-10:30 시간대는 협정 세계시보다 10시간 30분 늦은 시간대이다.

## 시간대
1900년부터 1947년까지 하와이에서 사용된 표준시이다. 1947년 이후에는 UTC-10을 표준시로 사용한다.